# Zygmunt Stankiewicz
Zygmunt Stankiewicz (* 1. Februar 1914 in Białystok; † 27. Februar 2010 in Muri bei Bern) war ein Schweizer Bildhauer und Designer polnischer Herkunft.
Stankiewicz entstammte nach eigener Aussage einer aristokratischen polnisch/litauischen Familie, war ab 1939 im polnischen Widerstand und kämpfte in Frankreich in der polnischen Schützendivision mit der Résistance. 1941 wurde er mit seinen Kameraden in der Schweiz interniert. Seither lebte er in der Schweiz und heiratete Catherine von Ernst, war Hilfsarbeiter und leitete zwischenzeitlich das Polenmuseum Rapperswil. Als Designer baute er in den 60er Jahren mit seiner Frau eine Fabrik für Beleuchtungskörper auf. Durch die Heirat wurde er Mitbesitzer des Schlosses Muri und richtete unter anderem im Keller der Orangerie desselben „ein Museum zum Freiheitskampf der Polen ein, das von den Zeiten der Zaren bis zum Sowjetkommunismus erzählt“. Als Kunstschaffender stellte er zunächst figürliche Stein-, dann „Eisen- und Aluminiumplastiken konstruktivistischer Richtung“ her und malte von Natur und Licht inspirierte Aquarelle. Seine philosophischen Arbeiten setzen sich mit der Funktion der Kunstschaffenden als Treiber des gesellschaftlichen Schöpfungsprozesses auseinander. Er wurde in verschiedenen Nachrufen der Schweizer Presse als Künstler und „Freiheitskämpfer“ gewürdigt.
Der Nachlass von Zygmunt Stankiewicz befindet sich in der Burgerbibliothek Bern. Der Überlieferungsschwerpunkt des zu einem grossen Teil auf Polnisch vorliegenden Nachlasses liegt auf Stankiewicz' politischen und künstlerisch-philosophischen Tätigkeiten. Umfassend dokumentiert ist Stankiewicz' Engagement für verschiedene Gruppierungen der polnischen Diaspora sowie die in Muri organisierten Symposien des von ihm gegründeten Instituts für Fragen der ideologischen Problemantik (IFIP). Des Weiteren ist seine politische ebenso wie die künstlerisch-philosophische Tätigkeit durch Manuskripte für Vorträge, Aufsätze und Unterlagen zu Publikationen sowie Korrespondenz dokumentiert. Der Nachlass umfasst nur wenige persönliche und familiäre Unterlagen von Zygmunt Stankiewicz.